# Relació pura
El concepte de relació pura fou formulat per Anthony Giddens el 1991 per tal d'explicar la transformació de les relacions íntimes en les societats modernes avançades.
Les relacions pures neixen principalment en els àmbits de la sexualitat, del matrimoni i de l'amistat i, en contrast amb els estrets lligams personals propis dels contextos tradicionals, no es troben ancorades en les condicions externes de la vida social o econòmica, és a dir, es troben flotant lliurement. La relació pura és cercada tan sols per allò que pot aportar a les persones que hi participen, està organitzada reflexivament, d'una manera oberta i sobre una base contínua i el compromís hi representa un paper primordial. La relació pura depèn de la confiança mútua entre els participants, que al seu torn es troba estretament associada amb la consecució de la intimitat entre ells, la qual constitueix una condició indispensable de l'estabilitat de la relació a llarg termini.
En una relació pura, la pròpia identitat és negociada a través de processos associats d'autoexploració i de desenvolupament de la intimitat amb l'altre. Aquests processos contribueixen a crear "històries compartides" d'una mena potencialment més acoblada que no pas les característiques dels individus que comparteixen experiències derivades d'una posició social comuna. Tanmateix, el grau en què les esferes íntimes es transformen varia segons el context i la posició socioeconòmica diferencial.